# Олександрівка (Ізюмський район)
Олекса́ндрівка —  село в Україні, в Куньєвській сільській громаді Ізюмського району Харківської області. Населення становить 420 осіб.

## Географія
Село Олександрівка знаходиться біля витоків річки Теплянка, за 2 км розташовані села Рідний Край, Козютівка, Новоселівка. В селі є кілька невеликих загат.

## Історія
- 1886 - дата заснування.

## Населення
Згідно з переписом УРСР 1989 року чисельність наявного населення села становила 450 осіб, з яких 202 чоловіки та 248 жінок.
За переписом населення України 2001 року в селі мешкало 416 осіб.

### Мова
Розподіл населення за рідною мовою за даними перепису 2001 року:
| Мова            | Кількість | Відсоток |
| --------------- | --------- | -------- |
| українська      | 291       | 69.29%   |
| російська       | 127       | 30.23%   |
| інші/не вказали | 2         | 0.48%    |
| Усього          | 420       | 100%     |

## Економіка
- Молочно-товарна ферма.

## Відомі люди
- Путятін Євгеній Петрович (нар. 21 лютого 1941) — доктор технічних наук, професор Харківського національного університету радіоелектроніки, Заслужений діяч науки і техніки України.